# Абрамов, Яков Абрамович
Яков Абрамович Абрамов (8 октября 1873 — 22 ноября 1934) — депутат Государственной Думы Российской Империи I созыва. Входил во фракцию трудовиков.

## Биография

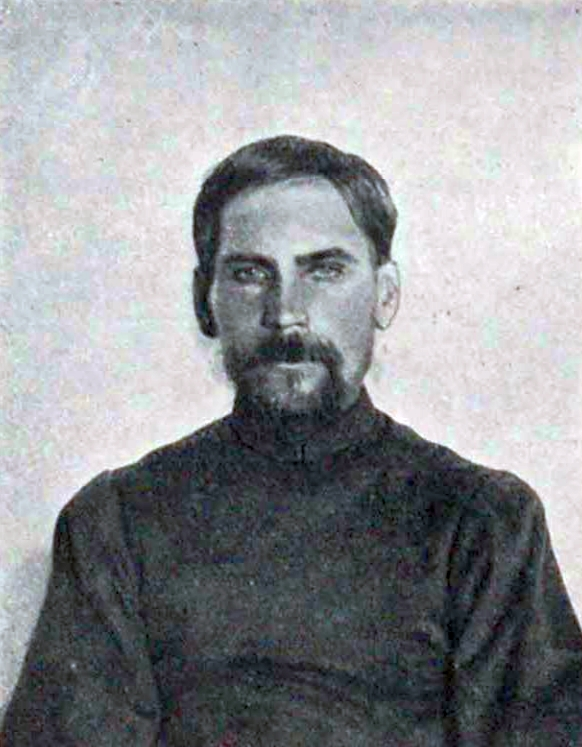
Я. А. Абрамов, 1906

Яков Абрамов родился 8 октября 1873 года в селе Убеево Убеевской волости Ядринского уезда Казанской губернии в чувашской крестьянской семье. Окончил Убеевскую церковно-приходскую школу. 25 августа 1888 года поступил в подготовительный класс Казанскую учительскую семинарию, откуда был отчислен 20 апреля 1890 года по решению педагогического совета за неуспеваемость.
В 1906 году Абрамов избирается Казанским губернским избирательным собранием Государственной Думы первого созыва. По данным Казанского губернатора на 15 апреля 1906 года Абрамов «ни к какой политической партии не принадлежит». В том же году становится активным корреспондентом недавно созданной в Казани первой всечувашской газеты «Хыпар». Был старшиной Убеевской волости. В 1908—1909 гг. — член Ядринской уездной земской управы. В 1917 году — член Казанской губернской земской управы.
9 марта 1918 года сказано, что Абрамов был избран в состав комиссии для участия в совещании исполнительного комитета Совета крестьянских депутатов. 27—29 мая 1918 года участвовал в 3-м Крестьянском съезде Ядринского уезда с правом решающего голоса. В протоколах значился как председатель кассы мелкого кредита и «левый социальный революционер».
В 1920-х годах — на кооперативной работе.

## Память
18 октября 2014 года в селе Убеево Красноармейского района Чувашии был открыт бронзовый памятник Я. А. Абрамову (скульптор Пётр Пупин). На гранитном постаменте памятника приведена цитата Я. А. Абрамова: «Беречь и защищать народное богатство, природную кладезь — нефть, каменный уголь и другие полезные ископаемые — народной казне».

## Семья
- Жена — ?
  - Дети — ?
    - Правнук — Юрий Степанов — глава Убеевского сельского поселения[6]
    - Правнучка — Елизавета Юрьевна Степанова — глава крестьянско-фермерского хозяйства из села Убеево Красноармейского района (данные на 2014 год)[2].
      - Праправнучка — Анна Васильева — ученица 11 класса МБОУ «Убеевская СОШ» (данные на 2014 год)[3].